# Klein Pampau
Klein Pampau là một đô thị thuộc huyện Lauenburg, trong bang Schleswig-Holstein, nước Đức. Đô thị Klein Pampau có diện tích 4,17 km², dân số thời điểm 31 tháng 12 năm 2006 là 631 người.